# Fechamento
Em matemática, um conjunto é fechado em relação a uma dada operação quando o resultado dessa operação em elementos desse conjunto é ainda um elemento desse conjunto. Por exemplo, os números reais são fechados na subtração, mas os números naturais não são: 3 e 7 são ambos números naturais, mas o resultado de 3-7 não pertence ao conjunto dos naturais.
Similarmente, um conjunto é dito fechado sob uma coleção de operações se é, individualmente, fechado em cada uma das operações.
Um conjunto que é fechado sob uma operação ou coleção de operações é dito satisfazer uma propriedade do fechamento (português brasileiro) ou de fecho (português europeu). Frequentemente uma propriedade do fechamento é introduzida como um axioma, geralmente denominado axioma do fechamento. Note que as definições da Teoria Moderna dos Conjuntos normalmente define operações como mapeamentos entre conjuntos. Logo, adicionar o fechamento a uma estrutura como um axioma é supérfluo, apesar de ainda fazer sentido perguntar se os subconjuntos são fechados. Por exemplo, o conjunto dos números reais é fechado sob a subtração, entretanto (como mencionado acima) seu sub-conjunto dos números naturais não é.
Quando um conjunto S não é fechado sob algumas operações, pode-se encontrar o menor conjunto contendo S que é fechado. Este menor conjunto fechado (com respeito às operações) é chamado de o fechamento de S. Por exemplo, o fechamento sob a subtração do conjunto dos números naturais, visto como um sub-conjunto dos números reais, é o conjunto dos números inteiros. Um exemplo importante é fechamento topológico. A noção de fechamento é generalizado pelas Conexões de Galois, e também pelas Mónades.
Note que o conjunto S deve ser um subconjunto do fechamento para que operador de fechamento seja definido. No exemplo anterior, é importante que os números reais sejam fechados sob a subtração: no domínio dos números naturais a subtração não é definida sempre.
Os dois usos da palavra "fechamento" não devem ser confundidos. A primeira utilização refere-se à propriedade de ser fechado; já a segunda refere-se ao menor conjunto fechado que contém um conjunto que não é fechado. Resumindo: o fechamento de um conjunto satisfaz a propriedade do fechamento.